# Панарин, Алексей Петрович
Алексей Петрович Пана́рин (1905—1990) — советский хозяйственный деятель.

## Биография
Родился 11 (24 февраля) 1905 года в деревне Стрелечья Поляна Тульской губернии.
Окончил МВТУ имени Н. Э. Баумана (1930), инженер-технолог.
В 1930—1933 годах — в Цемпроекте Союзцемента: руководитель пусковой группы; в 1933—1962 годах — на Саткинском заводе «Магнезит»: технический руководитель каустического цеха, начальник цеха металлургического порошка, заместитель главного инженера — начальник ТО, главный инженер, директор; в 1962—1976 годах — начальник управления огнеупорной промышленности Госкомитета по черной и цветной металлургии, главный инженер Главного управления промышленности огнеупорных материалов.
Под его руководством освоен выпуск хромомагнезитовых изделий, которые начали применяться в сводах мартеновских печей вместо динасовых. Занимался развитием производства: внедрены новые экскаваторы, электровозы в горном хозяйстве; модернизированы шахтные печи, расширены цехи порошка и прессовый, построен механический цех, введена в эксплуатацию первая очередь Нового магнезитового завода.
Умер 7 сентября 1990 года. Похоронен в Москве на Хованском кладбище.

## Награды и премии
- Герой Социалистического Труда (1958)
- Сталинская премия третьей степени (1943) — за освоение производства высокоогнеупорных изделий из местного сырья для чёрной металлургии
- Сталинская премия третьей степени (1950) — за разработку и внедрение отечественной конструкции хромомагнезитовых сводов мартеновских печей
- орден Ленина (1958)
- два ордена Трудового Красного Знамени
- медали
- Почётный гражданин города Сатки и Саткинского района (9169)